# 東京だョおっ母さん
「東京だョおっ母さん」（とうきょうだょおっかさん）は、島倉千代子のシングル。1957年3月10日に日本コロムビアから発売された。

## 概要
通算150万枚を売り上げる大ヒットとなり、島倉の代表曲の一つに数えられる。同年に公開された同名の映画では島倉自身が主演を務めた。
東京が舞台となっており、歌詞には二重橋・九段坂・浅草などの東京の名所が登場している。2番に登場する「桜の下」は靖国神社を指す。
同曲のタイトルは、1956年に発売された美空ひばりのシングル「波止場だよ、お父つぁん」を聞いた島倉の同じような歌を歌いたいとの願望からつけられた。本楽曲と『波止場だよ、お父つぁん』はともに、船村徹による作曲である。
同年島倉は紅白歌合戦に初出場を果たしたが、曲目は「逢いたいなァあの人に」であった。再録音版はセリフが入っている。

## 収録曲
1. 東京だョおっ母さん
作詞：野村俊夫、作曲：船村徹
2. 故郷のかおり
作詞：野村俊夫、作曲：船村徹

## カバー
- 氷川きよし（2008年、アルバム「氷川きよし・演歌名曲コレクション8〜玄海船歌〜」収録）
- 石原詢子（2014年のCD-BOX『石原詢子 時代のうた』、2015年のアルバム『我がこころの愛唱歌II〜人情と活気に溢れてたあの時代〜』に収録）
- はやぶさ（2014年、シングル「ロマンティック東京」収録）